# Roots (musikalbum av Curtis Mayfield)
Roots är ett musikalbum av Curtis Mayfield lanserat i oktober 1971 på Curtom Records. I vissa europeiska länder gavs det dock ut på etiketten Buddah Records. Tre låtar gavs ut som singlar från albumet, "Get Down", "Beautiful Brother of Mine" och "We Got to Have Peace". "Get Down" blev den största singelhiten. Albumet nådde plats 40 på Billboard 200-listan.

## Låtlista
(låtar utan angiven upphovsman av Curtis Mayfield)
1. "Get Down" – 5:45
2. "Keep On Keeping On" – 5:08
3. "Underground" – 5:15
4. "We Got to Have Peace" – 4:44
5. "Beautiful Brother of Mine" – 7:23
6. "Now You're Gone" (Mayfield, Joseph Scott) – 6:50
7. "Love to Keep You in My Mind" – 3:48